# Sam & Max: Beyond Time and Space
Sam & Max: Beyond Time & Space (2007-2008) är ett episodiskt äventyrsspel med Sam & Max i 5 delar av Telltale Games, uppföljare till Sam & Max: Save the World (2006-2007). Spelepisoderna gjordes först tillgängliga via speltjänsten GameTap för att en dag senare kunna nås från Telltales egen webbplats. En remaster släpptes av Skunkape Games 2021. 

## Episoder

### 1. "Ice Station Santa" (november 2007)
Sam och Max åker till Nordpolen för att stoppa Jultomten som har blivit besatt av en demon.

### 2. "Moai Better Blues" (januari 2008)
Sam och Max blir transporterad till en ö med levande Moai statyer som hotas bli förstörd av en aktiv vulkan.

### 3. "Night of the Raving Dead" (februari 2008)
Sam och Max måste stoppa en tysk vampyr vid namnet Jurgen som skapar en zombie arme att ta över världen.

### 4. "Chariots of the Dogs" (mars 2008)
Sam och Max blir tagna av ett rymdskepp och måste åka i en tidsmaskin för att rädda Bosco från att förbli en människa/ko hybrid.

### 5. "What's New, Beelzebub?" (april 2008)
Efter deras sista äventyr, har Bosco dött. Sam och Max måste åka ner till Helvetet för att fria Boscos själ.